# 比利時國慶日
比利时国庆日（荷蘭語：Nationale feestdag van België）是每年7月21日比利时的国定假日 。 其目的在於紀念1831年比利时第一任君主国王利奥波德一世的即位。

## 历史
拿破仑战争结束后，比利时成为荷兰的一部分。1830年8月至10月间，比利时國內的武力暴動迫使荷兰军队离开比利时。11月，不同的革命派别围绕着民族独立的理念团结起来，开始为新国家起草宪法。它决定成立一个君主立宪制的国家。在寻找君主的过程中，革命派决定选择利奧波德，他是一位在英国很受欢迎的德国贵族。利奥波德于1831年7月抵达布鲁塞尔，7月21日宣誓效忠宪法，成为该国第一位君主，此事件被普遍认为是现代比利时王国的开始。 